# Javan Torre
Javan Rene Torre Howell (nascido em 20 de outubro de 1993) é um jogador de futebol americano que atualmente joga pelo Las Vegas Lights no USL Championship.

## Carreira

### Juventude e faculdade
Torre jogou quatro anos de futebol universitário na Universidade da Califórnia, Los Angeles, entre 2012 e 2015.
Enquanto estava na faculdade, Torre também participou do time Ventura County Fusion da USL League Two em 2014 e 2015. Ele voltou ao clube em 2017 e fez duas aparições.

### Profissional
Em 19 de janeiro de 2016, Torre foi selecionado na terceira rodada (56.ª no geral) do MLS SuperDraft 2016 pela Colorado Rapids. No entanto, ele não foi contratado pelo clube.
Torre se mudou para a Alemanha para jogar pelo FSV Frankfurt do Regionalliga Südwest durante a temporada de 2017 a 2018, fazendo 24 jogos pelo clube.

Em 19 de janeiro de 2019, foi anunciado que Torre se juntou ao USL Championship, Las Vegas Lights, antes da temporada de 2019.